# Temporada 1996-97 de los Utah Jazz
La temporada 1996-97 fue la vigesimotercera de los Jazz en la NBA, y la decimoctava en su ubicación en Salt Lake City, tras cinco temporadas en Nueva Orleans. La temporada regular acabó con 64 victorias y 18 derrotas, ocupando el primer puesto de la Conferencia Oeste, clasificádose para los playoffs, en los que cayeron en las Finales de la NBA ante los Chicago Bulls.

## Elecciones en elDraft
| Ronda | Puesto | Jugador          | Posición  | Nacionalidad   | Universidad |
| ----- | ------ | ---------------- | --------- | -------------- | ----------- |
| 1     | 25     | Martin Müürsepp  | Ala-Pívot | Estonia        |             |
| 2     | 54     | Shandon Anderson | Alero     | Estados Unidos | Georgia     |

## Temporada regular
| División Medio Oeste     | División Medio Oeste | División Medio Oeste | División Medio Oeste | División Medio Oeste | División Medio Oeste | División Medio Oeste | División Medio Oeste | División Medio Oeste |
| Equipo                   | G                    | P                    | %                    | PD                   | Casa                 | Fuera                | Div                  |                      |
| ------------------------ | -------------------- | -------------------- | -------------------- | -------------------- | -------------------- | -------------------- | -------------------- | -------------------- |
| y-Utah Jazz              | 64                   | 18                   | .780                 | –                    | 38–3                 | 26–15                | 19–5                 |                      |
| x-Houston Rockets        | 57                   | 25                   | .695                 | 7                    | 30–11                | 27–14                | 19–5                 |                      |
| x-Minnesota Timberwolves | 40                   | 42                   | .488                 | 24                   | 25–16                | 15–26                | 16–8                 |                      |
| Dallas Mavericks         | 24                   | 58                   | .293                 | 40                   | 14–27                | 10–31                | 9–15                 |                      |
| Denver Nuggets           | 21                   | 61                   | .256                 | 43                   | 12–29                | 9–32                 | 7–17                 |                      |
| San Antonio Spurs        | 20                   | 62                   | .244                 | 44                   | 12–29                | 8–33                 | 8–16                 |                      |
| Vancouver Grizzlies      | 14                   | 68                   | .171                 | 50                   | 8–33                 | 6–35                 | 6–18                 |                      |

## Playoffs

### Primera ronda
Utah Jazz  vs. Los Angeles Clippers
| Fecha       | Partido                                | Ciudad         |
| ----------- | -------------------------------------- | -------------- |
| 24 de abril | Utah Jazz 106, Los Angeles Clippers 86 | Salt Lake City |
| 26 de abril | Utah Jazz 105, Los Angeles Clippers 99 | Salt Lake City |
| 28 de abril | Los Angeles Clippers 92, Utah Jazz 104 | Los Angeles    |
|             | Utah Jazz gana las series 3-0          |                |

### Semifinales de conferencia
Utah Jazz  vs. Los Angeles Lakers
| Fecha      | Partido                               | Ciudad         |
| ---------- | ------------------------------------- | -------------- |
| 4 de mayo  | Utah Jazz 93, Los Angeles Lakers 77   | Salt Lake City |
| 6 de mayo  | Utah Jazz 103, Los Angeles Lakers 101 | Salt Lake City |
| 8 de mayo  | Los Angeles Lakers 104, Utah Jazz 84  | Inglewood      |
| 10 de mayo | Los Angeles Lakers 95, Utah Jazz 110  | Inglewood      |
| 12 de mayo | Utah Jazz 98, Los Angeles Lakers 93   | Salt Lake City |
|            | Utah Jazz gana las series 4-1         |                |

### Finales de Conferencia
Utah Jazz vs. Houston Rockets 
| Fecha      | Partido                            | Ciudad         |
| ---------- | ---------------------------------- | -------------- |
| 19 de mayo | Utah Jazz 101, Houston Rockets 86  | Salt Lake City |
| 21 de mayo | Utah Jazz 104, Houston Rockets 92  | Salt Lake City |
| 23 de mayo | Houston Rockets 118, Utah Jazz 100 | Houston        |
| 25 de mayo | Houston Rockets 95, Utah Jazz 92   | Houston        |
| 27 de mayo | Utah Jazz 96, Houston Rockets 91   | Salt Lake City |
| 29 de mayo | Houston Rockets 100, Utah Jazz 103 | Houston        |
|            | Utah Jazz gana las series 4-2      |                |

### Finales de la NBA
Chicago Bulls vs. Utah Jazz
| Fecha       | Partido                            | Ciudad         |
| ----------- | ---------------------------------- | -------------- |
| 1 de junio  | Chicago Bulls 84, Utah Jazz 82     | Chicago        |
| 4 de junio  | Chicago Bulls 97, Utah Jazz 85     | Chicago        |
| 6 de junio  | Utah Jazz 104, Chicago Bulls 93    | Salt Lake City |
| 8 de junio  | Utah Jazz 78, Chicago Bulls 73     | Salt Lake City |
| 11 de junio | Utah Jazz 88, Chicago Bulls 90     | Salt Lake City |
| 16 de junio | Chicago Bulls 90, Utah Jazz 86     | Chicago        |
|             | Chicago Bulls gana las finales 4-2 |                |

## Estadísticas

### Temporada regular
| Rk | Jugador          | Edad | Pos. | P  | PT | MP   | TC   | TCI  | %TC  | T3  | T3I | %T3  | TL  | TLI | %TL  | RO  | RD  | RT  | AS   | RB  | TAP | BP  | FP  | PTS  |
| -- | ---------------- | ---- | ---- | -- | -- | ---- | ---- | ---- | ---- | --- | --- | ---- | --- | --- | ---- | --- | --- | --- | ---- | --- | --- | --- | --- | ---- |
| 1  | Karl Malone      | 33   | PF   | 82 | 82 | 36.6 | 10.5 | 19.2 | .550 | 0.0 | 0.2 | .000 | 6.4 | 8.4 | .755 | 2.4 | 7.5 | 9.9 | 4.5  | 1.4 | 0.6 | 2.8 | 2.6 | 27.4 |
| 2  | John Stockton    | 34   | PG   | 82 | 82 | 35.3 | 5.1  | 9.3  | .548 | 0.9 | 2.2 | .422 | 3.4 | 4.0 | .846 | 0.5 | 2.2 | 2.8 | 10.5 | 2.0 | 0.2 | 3.0 | 2.4 | 14.4 |
| 3  | Jeff Hornacek    | 33   | SG   | 82 | 82 | 31.6 | 5.0  | 10.4 | .482 | 0.9 | 2.4 | .369 | 3.6 | 4.0 | .899 | 0.7 | 2.2 | 2.9 | 4.4  | 1.5 | 0.3 | 1.6 | 2.3 | 14.5 |
| 4  | Bryon Russell    | 26   | SF   | 81 | 81 | 31.2 | 3.7  | 7.7  | .479 | 1.3 | 3.3 | .409 | 2.1 | 3.0 | .701 | 1.0 | 3.1 | 4.1 | 1.5  | 1.6 | 0.3 | 1.2 | 2.9 | 10.8 |
| 5  | Greg Ostertag    | 23   | C    | 77 | 70 | 23.6 | 2.7  | 5.3  | .515 | 0.0 | 0.1 | .000 | 1.8 | 2.7 | .678 | 2.3 | 5.0 | 7.3 | 0.4  | 0.3 | 2.0 | 1.0 | 3.0 | 7.3  |
| 6  | Antoine Carr     | 35   | PF   | 82 | 0  | 17.8 | 3.1  | 6.4  | .483 | 0.0 | 0.0 | .000 | 1.2 | 1.5 | .780 | 0.7 | 1.6 | 2.4 | 0.9  | 0.3 | 0.8 | 0.9 | 2.6 | 7.4  |
| 7  | Shandon Anderson | 23   | SG   | 65 | 0  | 16.4 | 2.3  | 4.9  | .462 | 0.4 | 0.7 | .511 | 1.0 | 1.5 | .687 | 0.8 | 2.0 | 2.8 | 0.8  | 0.4 | 0.1 | 1.1 | 1.7 | 5.9  |
| 8  | Adam Keefe       | 26   | C    | 62 | 0  | 14.8 | 1.3  | 2.6  | .513 | 0.0 | 0.0 | .000 | 1.1 | 1.7 | .689 | 1.2 | 2.3 | 3.5 | 0.5  | 0.5 | 0.2 | 0.7 | 1.6 | 3.8  |
| 9  | Chris Morris     | 31   | SF   | 73 | 1  | 13.4 | 1.7  | 4.1  | .408 | 0.4 | 1.5 | .274 | 0.5 | 0.7 | .722 | 0.5 | 1.7 | 2.2 | 0.6  | 0.4 | 0.3 | 0.6 | 1.7 | 4.3  |
| 10 | Howard Eisley    | 24   | PG   | 82 | 0  | 13.2 | 1.7  | 3.8  | .451 | 0.2 | 0.9 | .278 | 0.9 | 1.1 | .787 | 0.2 | 0.8 | 1.0 | 2.4  | 0.5 | 0.1 | 1.3 | 1.7 | 4.5  |
| 11 | Ruben Nembhard   | 24   | SG   | 8  | 0  | 11.8 | 1.5  | 3.6  | .414 | 0.0 | 0.5 | .000 | 1.0 | 1.3 | .800 | 0.4 | 0.6 | 1.0 | 1.5  | 0.8 | 0.0 | 0.4 | 1.1 | 4.0  |
| 12 | Greg Foster      | 28   | C    | 79 | 12 | 11.6 | 1.4  | 3.1  | .453 | 0.0 | 0.0 | .667 | 0.7 | 0.8 | .831 | 0.7 | 1.7 | 2.4 | 0.4  | 0.1 | 0.3 | 0.7 | 1.8 | 3.5  |
| 13 | Jamie Watson     | 24   | SF   | 13 | 0  | 9.9  | 0.8  | 1.9  | .440 | 0.1 | 0.2 | .333 | 0.8 | 0.9 | .833 | 0.3 | 1.1 | 1.4 | 0.8  | 0.8 | 0.2 | 0.7 | 1.2 | 2.5  |
| 14 | Stephen Howard   | 26   | SF   | 42 | 0  | 8.3  | 1.3  | 2.3  | .573 | 0.0 | 0.0 |      | 1.0 | 1.6 | .597 | 0.6 | 1.2 | 1.8 | 0.2  | 0.3 | 0.2 | 0.5 | 1.3 | 3.6  |
| 15 | Brooks Thompson  | 26   | PG   | 2  | 0  | 4.0  | 0.0  | 0.5  | .000 | 0.0 | 0.0 |      | 0.0 | 0.0 |      | 0.0 | 0.0 | 0.0 | 0.5  | 0.0 | 0.0 | 0.5 | 0.5 | 0.0  |

### Playoffs
| Rk | Jugador          | Edad | Pos. | P  | PT | MP   | TC  | TCI  | %TC  | T3  | T3I | %T3  | TL  | TLI  | %TL  | RO  | RD  | RT   | AS  | RB  | TAP | BP  | FP  | PTS  |
| -- | ---------------- | ---- | ---- | -- | -- | ---- | --- | ---- | ---- | --- | --- | ---- | --- | ---- | ---- | --- | --- | ---- | --- | --- | --- | --- | --- | ---- |
| 1  | Karl Malone      | 33   | PF   | 20 | 20 | 40.8 | 9.4 | 21.5 | .435 | 0.1 | 0.1 | .500 | 7.2 | 10.0 | .720 | 3.0 | 8.4 | 11.4 | 2.9 | 1.4 | 0.8 | 2.7 | 3.0 | 26.0 |
| 2  | Bryon Russell    | 26   | SF   | 20 | 20 | 37.9 | 4.5 | 9.7  | .461 | 1.8 | 5.1 | .356 | 1.6 | 2.2  | .721 | 0.9 | 3.7 | 4.6  | 1.4 | 1.1 | 0.3 | 1.0 | 3.0 | 12.3 |
| 3  | John Stockton    | 34   | PG   | 20 | 20 | 37.0 | 5.7 | 10.9 | .521 | 1.0 | 2.5 | .380 | 3.9 | 4.5  | .856 | 0.9 | 3.0 | 3.9  | 9.6 | 1.7 | 0.3 | 3.1 | 2.6 | 16.1 |
| 4  | Jeff Hornacek    | 33   | SG   | 20 | 20 | 35.2 | 4.5 | 10.4 | .433 | 1.0 | 2.7 | .358 | 4.6 | 5.3  | .876 | 1.1 | 3.4 | 4.5  | 3.7 | 1.1 | 0.2 | 1.8 | 2.7 | 14.6 |
| 5  | Greg Ostertag    | 23   | C    | 20 | 20 | 23.0 | 1.7 | 4.2  | .410 | 0.0 | 0.0 |      | 1.3 | 1.8  | .743 | 2.6 | 4.3 | 6.9  | 0.3 | 0.5 | 2.4 | 0.9 | 3.8 | 4.7  |
| 6  | Shandon Anderson | 23   | SG   | 18 | 0  | 16.4 | 1.6 | 3.7  | .439 | 0.3 | 0.7 | .417 | 1.1 | 1.6  | .714 | 1.1 | 1.6 | 2.7  | 0.7 | 0.6 | 0.1 | 0.7 | 1.6 | 4.6  |
| 7  | Greg Foster      | 28   | C    | 20 | 0  | 15.5 | 1.4 | 3.6  | .389 | 0.1 | 0.4 | .250 | 1.3 | 1.5  | .867 | 0.8 | 2.1 | 2.8  | 0.6 | 0.2 | 0.4 | 0.6 | 2.7 | 4.2  |
| 8  | Antoine Carr     | 35   | PF   | 20 | 0  | 14.0 | 2.0 | 4.2  | .482 | 0.0 | 0.0 |      | 0.9 | 1.2  | .750 | 0.6 | 1.5 | 2.0  | 0.5 | 0.3 | 0.5 | 0.9 | 3.2 | 4.9  |
| 9  | Howard Eisley    | 24   | PG   | 20 | 0  | 10.9 | 1.9 | 3.8  | .500 | 0.5 | 1.0 | .474 | 1.4 | 1.4  | .964 | 0.2 | 0.7 | 0.9  | 2.0 | 0.2 | 0.0 | 0.9 | 1.4 | 5.6  |
| 10 | Chris Morris     | 31   | SF   | 20 | 0  | 8.8  | 1.0 | 2.5  | .400 | 0.4 | 1.3 | .320 | 0.5 | 0.8  | .600 | 0.3 | 1.4 | 1.6  | 0.3 | 0.4 | 0.2 | 0.3 | 0.9 | 2.9  |
| 11 | Adam Keefe       | 26   | C    | 8  | 0  | 7.4  | 0.3 | 0.8  | .333 | 0.0 | 0.0 |      | 0.5 | 0.8  | .667 | 0.4 | 1.6 | 2.0  | 0.3 | 0.3 | 0.1 | 0.3 | 0.6 | 1.0  |
| 12 | Stephen Howard   | 26   | SF   | 5  | 0  | 2.6  | 0.6 | 1.2  | .500 | 0.0 | 0.0 |      | 0.6 | 0.8  | .750 | 0.0 | 0.2 | 0.2  | 0.0 | 0.2 | 0.0 | 0.0 | 0.4 | 1.8  |

## Galardones y récords
| Jugador       | Galardón                                                                           |
| Karl Malone   | MVP de la NBA Mejor quinteto de la NBA Mejor quinteto defensivo de la NBA All-Star |
| John Stockton | 3.er Mejor quinteto de la NBA 2.º Mejor quinteto defensivo de la NBA All-Star      |